# Burcu Özberk
Burcu Özberk (ur. 12 grudnia 1989) – turecka aktorka i modelka.

## Życiorys
Ukończyła kierunek związany z aktorstwem na Uniwersytecie Hacettepe w Ankarze. Jej debiut aktorski miał miejsce w 2013 roku, kiedy wcieliła się w Sułtankę Huricihan w serialu Wspaniałe stulecie. Natomiast pierwszy raz zagrała w filmie Badem sekeri w 2017 roku. Ponadto odgrywała główne role między innymi w serialach Şahane Damat i Aslan Ailem. W 2020 roku dzięki serialowi Afili Aşk otrzymała nagrodę Altın Kelebek (Złoty Motyl) za najlepszą rolę kobiecą w serialu komediowo romantycznym.

## Filmografia
Seriale
| Rok       | Tytuł              | Rola                  |
| --------- | ------------------ | --------------------- |
| 2013-2014 | Wspaniałe stulecie | Sułtanka Huricihan    |
| 2015-2016 | Güneşin Kızları    | Nazlı Yılmaz          |
| 2016      | Şahane Damat       | Melike Sağlam         |
| 2017-2018 | Aslan Ailem        | Burcu Olgun           |
| 2019-2020 | Afili Aşk          | Ayşe Özkayalı/Yiğiter |
| 2020      | Çocukluk           | Ayşegül               |
| 2021      | Aşk Mantık İntikam | Esra                  |

Filmy
| Rok  | Tytuł           | Rola         |
| ---- | --------------- | ------------ |
| 2017 | Badem sekeri    | Ayse         |
| 2018 | Direniş Karatay | Türkan Hatun |